# Stipsicz András
Stipsicz András (Budapest, 1966. április 13. –) magyar matematikus. A matematikai tudományok kandidátusa (1996), a Magyar Tudományos Akadémia doktora (2006), a Magyar Tudományos Akadémia tagja (levelező: 2016, rendes: 2022).

## Életpályája
A Móricz Zsigmond Gimnáziumban érettségizett. 1989-ben diplomázott az Eötvös Loránd Tudományegyetem Természettudományi Kar matematika szakán. 1989–1990 között az Eötvös Loránd Tudományegyetem Természettudományi Karának tanársegéde volt. 1990–1994 között a Rutgers Egyetemen doktorandusza volt. 1994-ben PhD. fokozatot szerzett a Rutgers Egyetemen. 1994–1996 között a Kaliforniai Egyetem vendég adjunktusa volt. 1995-ben és 2013-ban a Max Planck Társaságnál dolgozott Bonnban. 1997-ben az MSRI általános tagja volt Berkeley-ben. 1997–2001 között az Eötvös Loránd Tudományegyetem Természettudományi Kar Analízis Tanszékének egyetemi adjunktusa volt. 1999-ben vendégprofesszor volt a Kaliforniai Egyetemen. 2001–2002 között kutató matematikus volt a Princetoni Egyetemen. 2002–2006 között a Magyar Tudományos Akadémia Rényi Alfréd Matematikai Kutatóintézet egyetemi docense volt, 2006-tól professzora, 2019-től igazgatója. 2006-ban a Magyar Tudományos Akadémia doktora lett. 2007–2008 között a Columbia Egyetem vendégprofesszora volt. 2010-ben kutató professzor volt az MSRI-n, a Berkeley-ben. 2011-ben kutatóprofesszor volt a Simons Centerben, Stony Brookban. 2014-től a Közép-európai Egyetem professzora Budapesten. 2015-ben a Mittag-Leffler Intézetben dolgozott Stockholmban. 2016-ban a Princetoni Egyetem vendégprofesszora volt. 2016-ban a Magyar Tudományos Akadémia levelező, 2022-ben rendes tagja lett.
Kutatási területe a differenciáltopológia, azon belül az alacsony – legfeljebb 4D-s – terek vizsgálata.

## Családja
Szülei Stipsicz István (1937–2014) és Marsay Ildikó (1942–). Testvére, Stipsicz Éva (1969–1989) volt. Felesége Bősze Szilvia Erika. Két gyermekük született: Bence (1997–) és Orsolya (1999–).

## Művei
- Topological field theories and geometry of loop spacesSingapore (1992)
- The second homology groups of mapping class groups of orientable surfaces (2003)
- Symplectic 4-manifolds, Stein domains, Seiberg-Witten theory and mapping class groups (2015)
- Jeffrey R. Weeks: A tér alakja

## Díjai
- Magyary Zoltán ösztöndíj (1996-1998)
- Széchenyi professzor ösztöndíj (1999-2002)
- Eötvös-ösztöndíj (2000)
- Alexits György-díj (2000)
- Bólyai János Kutatási Ösztöndíj (2002-2005)
- Rényi-díj (2005)
- Bolyai Plakett (2006)
- Akadémiai Díj (2014)
- Bolyai-díj (2025)